# Excalibur (livro)
Excalibur é uma ficção histórica pelo escritor britânico Bernard Cornwell, o terceiro e último livro da saga As crônicas de Artur. A trilogia conta a lenda de Artur através dos olhos de seu seguidor Derfel Cadarn.

## Enredo

### Parte Um: Os fogos de Mai Dun
O livro começa logo após o fim de Inimigo de Deus. Arthur tomou total controle da Dumnônia e Guinevere está aprisionada. Mordred, embora ainda rei, têm seu poder retirado de si. Lancelot se juntou aos saxões. Enquanto isso, os reis saxões Aelle e Cerdic deixaram suas diferenças de lado. Apesar de Arthur ter persuadido a Dumnônia, Powys e vários reis irlandeses a se unirem contra os saxões, Meurig, rei de Gwent vai se juntar à eles apenas se lhe for concedida a Dumnonia, mas Arthur recusa sua demanda. Ao invés disso Arthur envia Derfel a tentar persuadir Aelle, pai de Derfel a trair Cerdic. Ao chegar, Cerdic demanda a morte de Derfel, pois todos os emissários britânicos são mortos, mas Aelle diz que seu filho deve enfrentar um julgamento por combate contra um saxão. Derfel vence, mas Aelle não é enganado pelas falsas promessas de Arthur.
Merlin está preparando um ritual pagão no Mai Dun que trará os velhos deuses de volta à Britânia. Arthur percebe que Nimue quer sacrificar seu filho, e interrompe a cerimônia, ganhando o ódio de muitos pagãos no reino.

### Parte Dois: Mynydd Baddon
Finalmente os saxões invadem. Derfel, junto de Ceinwyn e Guinevere, lidera um grupo de sobreviventes que ficam presos no Monte Baddon. Derfel se impressiona com os esforços de Guinevere em batalha, pois ela usa vários truques para dificultar as forças inimigas, ganhando para eles tempo até Arthur os alcançar. Eventualmente, Arthur chega junto de Sagramor e Cuneglas e consegue uma vitória sobre os saxões. Ele também tem sucesso em convencer Gwent a batalhar ao apelar a Tewdric, pai de Meurig que abdicou ao trono para virar um monge. Tewdric reclama brevemente o trono de seu filho e lidera mil lanças de Gwent em batalha contra os saxões.
Durante uma pausa na batalha, Liofa, campeão de Cerdic, humilha um guerreiro Powsiano em frente aos britânicos e Cuneglas tenta lutar contra ele mas é morto, custando a Arthur seu aliado mais fiel e a Derfel um homem que ele considerava um irmão. Apesar da ajuda de Tewdric, os saxões ainda tem maioria contra os britânicos e, apesar de suas grandes perdas, eles provavelmente vencerão a batalha. Entretanto, após os britânicos recuarem de duas investidas, esperando a terceira para serem finalizados, Culhwch e o rei irlandês Oengus mac Airen chegam com novas tropas e Merlin, que usa o cadáver de um príncipe morto cavalgando em batalha para amedrontar os saxões, que acreditam que um espírito os ataca. Os saxões são derrotados e Cerdic foge com seu exército em ruínas, enquanto as últimas forças de Aelle são cercadas. Aelle pede à seu filho para lhe dar a morte de um guerreiro, e Derfel  lhe dá isso. Ele enterra Aelle de acordo com os ritos saxões e poupa a vida de seus homens. Lancelot é pego tentando fugir, e Derfel o força a aceitar seu desafio à um combate individual. Lancelot se prova um espadachim competente, mas Derfel o derrota mesmo assim, e o enforca em uma árvore.
O poder dos saxões na Britânia está quebrado. Cerdic é forçado a se retirar com um exército muito enfraquecido e Sagramor conquista grande parte da Lloegyr ocidental. Tewdric fica afamado como santo após sua atuação em Mynydd Baddon, e os cristãos lhe dão o crédito da vitória. O velho rei renuncia novamente ao trono após a batalha e Meurig volta ao poder. O velho campeão de Gwent, Agricola, é morto durante a batalha. Lancelot será lembrado nas lendas como o maior herói da comitiva de Arthur, quando na verdade era um covarde, um estuprador e um traidor.